# Nutraceutica

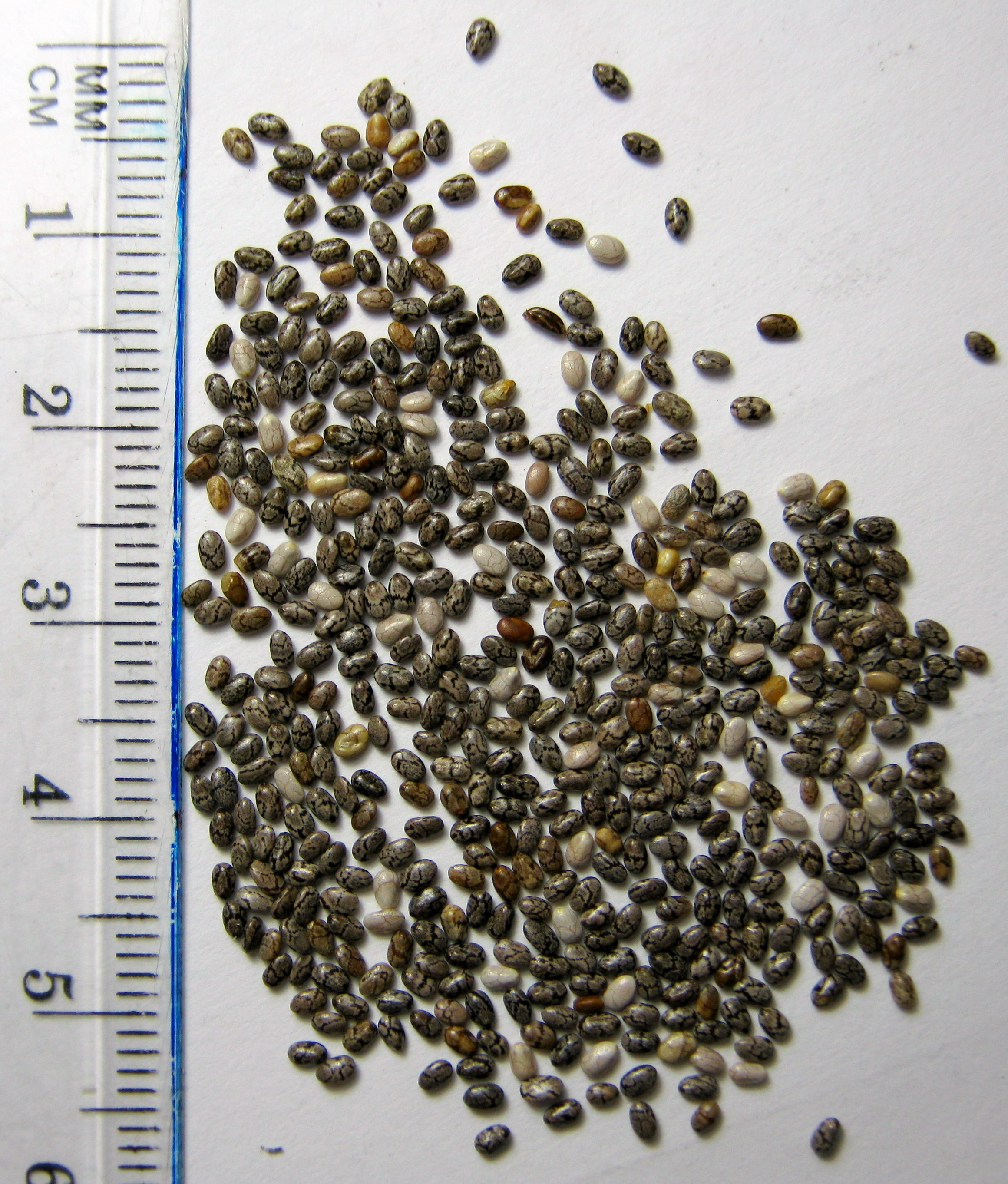
I semi di Salvia hispanica, ricchi di omega-3.

Nutraceutica è un neologismo sincratico tra "nutrizione" e "farmaceutica", coniato da Stephen de Felice nel 1989.
I nutraceutici sono quei principi nutritivi contenuti negli alimenti che hanno effetti benefici sulla salute; possono essere estratti, utilizzati per gli integratori alimentari, oppure addizionati agli alimenti. Più raro è trovarli naturalmente negli alimenti in quantità sufficienti ad ottenere dei benefici. La nutraceutica focalizzata sul raggiungimento di effetti benefici per il cervello è detta neuro-nutraceutica.
Gli alimenti nutraceutici (e.g., erbe nutraceutiche) vengono comunemente anche definiti alimenti funzionali, alicamenti, pharma food o farmalimenti. Questi sono tali se l'alimento contiene naturalmente i nutrienti nelle quantità minime richieste dai regolamenti, oppure se vengono addizionati con estratti nutraceutici concentrati. Spesso questi ultimi sono ottenuti attraverso sintesi chimiche, in tal caso deve essere specificato in etichetta.
Le quantità minime di sostanze nutritive necessarie per ottenere dei benefici, sono disciplinate da regolamenti europei (es., Regolamento UE 432/2012) nei quali vengono elencati i claim (frasi esplicative del beneficio procurato e promesso) utilizzabili.

## Il cibo come medicina
Gli indiani, egizi, cinesi, e sumeri sono solo alcune civiltà che hanno fornito la prova che suggerisce che gli alimenti possono essere efficacemente usati come medicine per curare e prevenire le malattie. L'ayurveda, la medicina tradizionale indiana vecchia di cinquemila anni, cita i benefici del cibo per scopi terapeutici. I documenti storici indicano che i benefici degli alimenti sono stati esaminati per migliaia di anni.
Il moderno mercato dei nutraceutici iniziò a svilupparsi in Giappone. In contrasto con le erbe naturali e le spezie utilizzate come medicine tradizionali per secoli in tutta l'Asia, l'industria dei nutraceutici si è sviluppata a fianco dell'espansione ed esplorazione della moderna tecnologia.
Le nuove ricerche condotte in ambito della scienza alimentare hanno portato a maggiori conoscenze rispetto a quanto era stato compreso durante gli anni 1980. Inizialmente, l'analisi degli alimenti era limitata all'aroma del cibo (gusto e tessitura) e al suo valore nutrizionale (composizione in carboidrati, lipidi, proteine, acqua, vitamine e sali minerali). Tuttavia, una crescente evidenza dimostra che altri componenti degli alimenti possono svolgere un ruolo fondamentale nel legame tra cibo e salute.
I nutraceutici sono spesso venduti con grandi promesse sulla salute, ma queste promesse sono problematiche siccome, ad esempio, fanno perno su esperimenti condotti sugli animali in vivo o su cellule coltivate in vitro; per confermare queste promesse, servirebbero degli esperimenti su soggetti umani con doppio cieco e gruppo di controllo. Inoltre, siccome nella Medicina ufficiale non è usato il cibo per trattare le malattie, la definizione di cibo come "farmaci" e "medicinali" data dalla nutraceutica è considerata inappropriata.

## Nutraceutici
Le sostanze nutraceutiche sono normalmente derivate dalle piante, dagli alimenti e da fonti microbiche. Esempi di nutraceutici sono i probiotici, gli antiossidanti, gli acidi grassi polinsaturi (omega-3, omega-6), le vitamine e i complessi enzimatici. Tipicamente vengono utilizzate per prevenire le malattie croniche, migliorare lo stato di salute, ritardare il processo di invecchiamento e aumentare l'aspettativa di vita.
I nutraceutici possono essere assunti sia sotto forma di "alimento naturalmente nutraceutico", sia di "alimento arricchito" di uno specifico principio attivo (ad esempio, latte addizionato con vitamina D o acidi omega-3). Possono essere assunti anche sotto forma di integratori alimentari in formulazioni liquide, in compresse o capsule.